# Saint-Girod
Saint-Girod és un municipi francès situat al departament de la Savoia i a la regió d'Alvèrnia-Roine-Alps. L'any 2007 tenia 550 habitants.

## Demografia

### Població
El 2007 la població de fet de Saint-Girod era de 550 persones. Hi havia 196 famílies de les quals 44 eren unipersonals (28 homes vivint sols i 16 dones vivint soles), 44 parelles sense fills, 100 parelles amb fills i 8 famílies monoparentals amb fills.
La població ha evolucionat segons el següent gràfic:
Habitants censats

### Habitatges
El 2007 hi havia 220 habitatges, 196 eren l'habitatge principal de la família, 17 eren segones residències i 7 estaven desocupats. 208 eren cases i 12 eren apartaments. Dels 196 habitatges principals, 181 estaven ocupats pels seus propietaris, 12 estaven llogats i ocupats pels llogaters i 3 estaven cedits a títol gratuït; 6 tenien dues cambres, 24 en tenien tres, 50 en tenien quatre i 116 en tenien cinc o més. 166 habitatges disposaven pel capbaix d'una plaça de pàrquing. A 64 habitatges hi havia un automòbil i a 120 n'hi havia dos o més.

### Piràmide de població
La piràmide de població per edats i sexe el 2009 era:
| Homes | Edats   | Dones |
| ----- | ------- | ----- |
| 0     | 95 o +  | 0     |
| 0     | 90 a 94 | 0     |
| 0     | 85 a 89 | 4     |
| 0     | 80 a 84 | 4     |
| 0     | 75 a 79 | 8     |
| 12    | 70 a 74 | 16    |
| 8     | 65 a 69 | 4     |
| 12    | 60 a 64 | 8     |
| 12    | 55 a 59 | 8     |
| 24    | 50 a 54 | 12    |
| 16    | 45 a 49 | 16    |
| 16    | 40 a 44 | 12    |
| 20    | 35 a 39 | 28    |
| 16    | 30 a 34 | 16    |
| 12    | 25 a 29 | 8     |
| 8     | 20 a 24 | 12    |
| 16    | 15 a 19 | 16    |
| 16    | 10 a 14 | 8     |
| 32    | 5 a 9   | 16    |
| 12    | 0 a 4   | 4     |

## Economia
El 2007 la població en edat de treballar era de 361 persones, 282 eren actives i 79 eren inactives. De les 282 persones actives 264 estaven ocupades (148 homes i 116 dones) i 18 estaven aturades (4 homes i 14 dones). De les 79 persones inactives 24 estaven jubilades, 33 estaven estudiant i 22 estaven classificades com a «altres inactius».

### Ingressos
El 2009 a Saint-Girod hi havia 199 unitats fiscals que integraven 571,5 persones, la mediana anual d'ingressos fiscals per persona era de 20.184 €.

### Activitats econòmiques
Dels 32 establiments que hi havia el 2007, 2 eren d'empreses de fabricació d'altres productes industrials, 11 d'empreses de construcció, 8 d'empreses de comerç i reparació d'automòbils, 1 d'una empresa de transport, 2 d'empreses immobiliàries, 7 d'empreses de serveis i 1 d'una empresa classificada com a «altres activitats de serveis».
Dels 12 establiments de servei als particulars que hi havia el 2009, 1 era un taller de reparació d'automòbils i de material agrícola, 2 paletes, 2 guixaires pintors, 3 fusteries, 2 lampisteries, 1 electricista i 1 agència immobiliària.
L'únic establiment comercial que hi havia el 2009 era una botiga de material esportiu.
L'any 2000 a Saint-Girod hi havia 14 explotacions agrícoles que ocupaven un total de 207 hectàrees.

## Equipaments sanitaris i escolars
El 2009 hi havia una escola elemental.

## Poblacions més properes
El següent diagrama mostra les poblacions més properes.